# Phlegetonia apicifascia
Phlegetonia apicifascia är en fjärilsart som beskrevs av George Francis Hampson 1894. Phlegetonia apicifascia ingår i släktet Phlegetonia och familjen nattflyn. Inga underarter finns listade i Catalogue of Life.